# Џорџијана (Алабама)
Џорџијана (енгл. Georgiana) град је у америчкој савезној држави Алабама. По попису становништва из 2010. у њему је живело 1.738 становника.

## Демографија
Према попису становништва из 2010. у граду је живело 1.738 становника, што је 1 (0,1%) становника више него 2000. године.
| Група             | 2000.         | 2010.         |
| Белци             | 646 (37,2%)   | 576 (33,1%)   |
| Афроамериканци    | 1.073 (61,8%) | 1.136 (65,4%) |
| Азијати           | 0 (0,0%)      | 2 (0,1%)      |
| Хиспаноамериканци | 6 (0,3%)      | 5 (0,3%)      |
| Укупно            | 1.737         | 1.738         |